# Armenis de l'Uruguai
Els armenis de l'Uruguai són els ciutadans d'Armènia residents en territori uruguaià, així com els descendents dels armenis otomans que viuen en aquest país. La quantitat d'armenis que viuen a l'Uruguai és de 19.000, aproximadament. La comunitat armènia a l'Uruguai es considera com una de les més antigues d'Amèrica del Sud. La majoria dels armenis resideixen a Montevideo, la capital del país.

## Història
Per ésser una comunitat tan antiga, molts armenis són descendents en tercera o quarta generació dels primers immigrants provinents de Turquia. La Unió General Benevolent d'Armènia (UGBA) va establir una seu a l'Uruguai el 1938 i va inaugurar un centre comunitari complex el 1953.
El reconeixement del genocidi armeni per diversos parlaments va ser encapçalat per l'Uruguai, que va ser el primer país a reconèixer i condemnar el maig de 1965 el genocidi armeni. El país ha donat suport de forma constant a la comunitat armènia amb moltes resolucions favorables a la seva causa.

## Comunitat

Bandera oficial d'Armènia.

Entre 1974 i 1975, el capítol uruguaià de l'UGBA va establir un centre educatiu que va ser completat en dues parts: la primera va ser l'escola primària Nubariana, com a homenatge al fundador de l'UGBA, Boghos Nubar; la segona va ser l'institut d'ensenyament secundari Alex Manoogian, que rep el nom del llavors president de l'UGBA.
Els armenis residents a l'Uruguai són força actius en les arts. Álvaro Hagopian és el director de l'orquesta filarmònica de Montevideo. També funcionen a la capital, el grup de ball Córdoba "Ararat" (UGBA) i el Centre Nacional Armeni "Gayane", una escola de ball. Existeix una emissora de ràdio en armeni "Radio Armenia", operativa des de Montevideo.
Montevideo també té una plaça pública anomenada Armenia. Al parlament de l'Uruguai, n'hi ha un membre d'origen armeni, Lilián Keshishian.

## Religió
Molts armenis pertanyen a l'Església apostòlica armènia. El centre principal és l'Església Armènia de l'Uruguai (Iglesia Armenia del Uruguay, en castellà). L'església també té una estàtua en homenatge a les víctimes del genocidi armeni.

## Uruguaians d'ascendència armènia destacats
- Joaquín Boghossian, futbolista.
- Sergio Markarián, entrenador de futbol.
- Mauro Guevgeozián, futbolista.
- Adrian Sarkissian, futbolista.